# Berliner Secession
Berliner Secession (auch: Berliner Sezession) ist die Bezeichnung einer deutschen Künstlergruppe. Gegründet am 2. Mai 1898 als Gegenpol zum bis dahin dominierenden akademischen Kunstbetrieb wurde sie spätestens seit der Übersiedlung Münchner Künstler zur führenden Kunstvereinigung, die heute stilistisch als Berliner Impressionismus bezeichnet wird und im deutschen Impressionismus eine herausragende Bedeutung einnimmt.

## Geschichte

### Entstehung

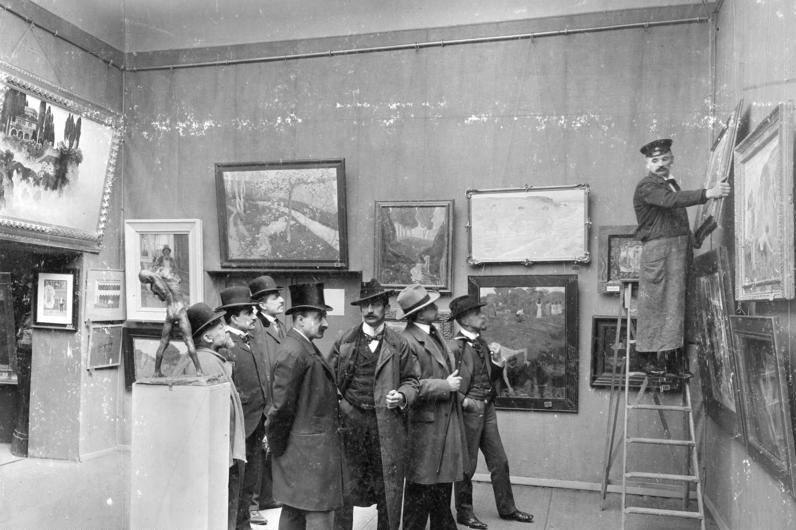
Ausstellungsvorbereitung der Berliner Secession, Vorstand und Hängekommission bei der Arbeit, von links Willy Döring, Bruno Cassirer, Otto Heinrich Engel, Max Liebermann, Walter Leistikow, Curt Herrmann, Fritz Klimsch, 1904

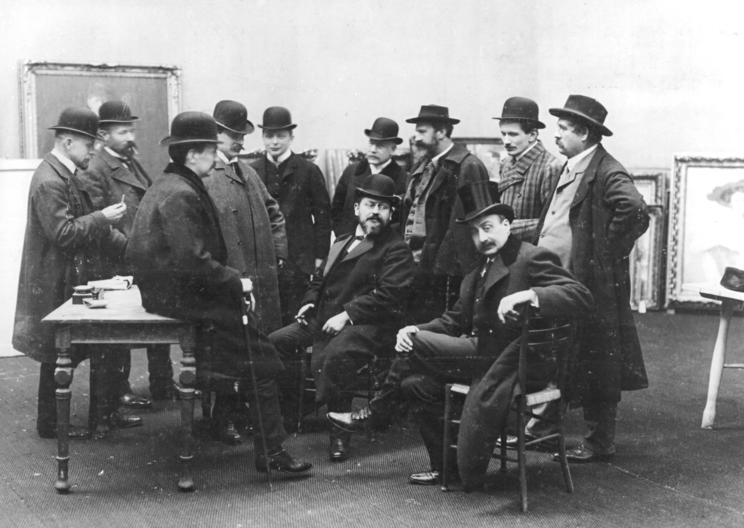
Jury für die Ausstellung der Berliner Secession, von links Fritz Klimsch, August Gaul, Walter Leistikow, Hans Baluschek, Paul Cassirer, Max Slevogt (sitzend), George Mosson (stehend), Carl Max Kruse (stehend), Max Liebermann (sitzend), Emil Rudolf Weiß (stehend), Lovis Corinth (stehend), 1908

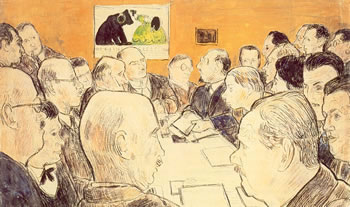
Erich Büttner: Sitzung der Berliner Secession, von links Wilhelm Kohlhoff, Erich Büttner, Friedrich Scholz, Ernst Fritsch, Leo von König, Lovis Corinth, Ernst Oppler, Emil Orlik, Bruno Krauskopf, Charlotte Berend-Corinth, Erich Waske, Franz Heckendorf, 1921

Die Verwerfungen, die zur Bildung der Berliner Secession und weiterer Künstlergruppen führen sollten, begannen bereits 1891 anlässlich der Großen Internationalen Kunstausstellung in Berlin. Der Streit ging um die Abteilung der norwegischen Künstler, der sich im Folgejahr zuspitzte, nachdem die Kommission des Vereins Berliner Künstler die Bilder von Edvard Munch abgelehnt hatte („Fall Munch“). Im Februar 1892 schlossen sich unter der Führung von Walter Leistikow, Franz Skarbina und Max Liebermann einige Maler zu einer „freien Vereinigung zur Veranstaltung von künstlerischen Ausstellungen“ zusammen und organisierten im Frühjahr 1892 als Die Elf eine Kunstausstellung, ohne allerdings den Verein Berliner Künstler zu verlassen oder den jährlich stattfindenden Salon – die Große Berliner Kunstausstellung – zu meiden. In München hatte sich die Freie Vereinigung der XXIV gegründet und stellte unter diesem Namen in Berlin aus.
Eine Überarbeitung der Statuten der Allgemeinen Deutschen Kunstgenossenschaft durch Anton von Werner und Hugo Schnars-Alquist hielt im Oktober 1892 noch den Wirtschaftsverband zusammen. Doch im November 1892 kam es zum Skandal, als eine Ausstellung der Werke von Edvard Munch diesmal von einer Mehrheit der Mitglieder des Vereins Berliner Künstler geschlossen wurde und Munchs Bilder als „abstoßend, hässlich und gemein“ bezeichnet wurden. Die opponierende Gruppe der Maler war aber noch nicht stark genug, um das etablierte Ausstellungswesen zu verlassen. So kam es zur „Freien Berliner Kunstausstellung 1893“ parallel zur Großen Berliner Kunstausstellung, in die wiederum die Münchener Secession eingebettet war, der sich inzwischen eine Reihe von Künstlern angeschlossen hatten (u. a. Adolf Brütt, Max Kruse, Walter Leistikow, Reinhold Lepsius, Lesser Ury und Max Liebermann).
Von der Jury der Großen Berliner Kunstausstellung 1898 wurde ein Landschaftsgemälde des Malers Walter Leistikow zurückgewiesen. Jetzt war der Beweis endgültig erbracht, dass die „moderne Kunst“ von den bestehenden Organisationen keine Unterstützung zu erwarten hatte. Als Konsequenz gründeten 65 Künstler die Berliner Secession mit Walter Leistikow als Organisator. Unter den 65 Gründungsmitgliedern waren auch die Künstlerinnen Julie Wolfthorn, Sabine Lepsius, Ernestine Schultze-Naumburg und Dora Hitz. Der Begriff Secession leitet sich von dem lateinischen Begriff secessio ab und bedeutet „Trennung“ bzw. „Abspaltung“. Max Liebermann wurde zum Präsidenten gewählt. Den Vorstand bildeten neben dem Präsidenten Liebermann und Walter Leistikow die Künstler Otto Heinrich Engel, Ludwig Dettmann, Oskar Frenzel, Curt Herrmann und Fritz Klimsch.
Liebermann forderte auf der Großen Berliner Kunstausstellung 1899 einen eigenen Raum für die Secession. Nachdem dies abgelehnt worden war, verließen die Mitglieder der Secession geschlossen den Verein der Berliner Künstler. Fortan galt es, geeignete eigene Ausstellungsräume zu finden, die die Secession neu errichten und betreiben wollte.
Liebermann warb die Kunsthändler Bruno und Paul Cassirer und bot ihnen an, geschäftsführende Sekretäre der Secession zu werden. Sie traten 1899 der neuen Vereinigung bei und hatten zusammen einen Sitz im Vorstand, jedoch ohne Stimmrecht. Ihnen oblag die Planung und Ausführung des Gebäudes, das nach Plänen von Hans Grisebach an der Kantstraße 12 (Ecke Fasanenstraße) tatsächlich in kurzer Zeit errichtet wurde.

### 1899, 1900
Am 19. Mai 1899 wurde in der Charlottenburger Kantstraße das Gebäude mit einer Ausstellung von 330 Bildern und Grafiken sowie 50 Skulpturen eröffnet. Von den 187 Ausstellern lebten 46 in Berlin und 57 in München. Ausländische Beiträge fehlten noch, sollten aber in einer späteren Auflage folgen. Das Publikum aus 2000 geladenen Gästen zeigte sich beeindruckt, die Exponate wurden als Überwindung der vorherrschenden Mittelmäßigkeit wahrgenommen.
Zur zweiten Ausstellung wurde der internationale Anspruch eingelöst, von den 414 Exponaten waren über zehn Prozent von ausländischen Künstlern, darunter Pissarro, Renoir, Segantini und Whistler. Neben den Sommerausstellungen fanden auch Winterausstellungen statt, die unter dem Titel „Schwarz-Weiß-Ausstellungen“ Grafiken vorbehalten waren.

### 1901, 1902
Im Jahr 1901 fand die Secession wiederum in dem neuen Ausstellungsgebäude statt. Auf der Ausstellung von 1902 wurden erstmals Werke von Kandinsky, Manet, Monet und Munch gezeigt. Erstmals zeigte sich der Trend, dass Berlin München den Rang als Kunstmetropole Deutschland abnahm.

### Ab 1903
Als Deutschland sich mit Kunst an der Weltausstellung 1904 in St. Louis beteiligen wollte, konnte sich die Kommission um Anton von Werner und dem Kaiser mit der zerstrittenen Berliner Secession nicht einigen.
Im Jahr 1905 fand der Umzug in das damals neue größere Gebäude am Kurfürstendamm 208 statt, der Ort, an dem sich heute das Theater am Kurfürstendamm befindet. Jurymitglieder in diesem Jahr waren Heinrich Reifferscheid, Philipp Franck, Leo von König, Lovis Corinth und Ernst Oppler. Im selben Jahr wurde Gerhart Hauptmann zum Ehrenmitglied ernannt.
Am 5. Mai 1909 gab es eine Privatvorstellung des russischen Hofballetts in der Krolloper. Unter den Besuchern befanden sich Max Slevogt, Georg Kolbe, Fritz Klimsch und Ernst Oppler, sowie Vertreter der Presse. Das Ballett sowie die Tennisplätze gehörten zu den beliebtesten Motiven der Berliner Secession.

### Konflikte und Abspaltungen

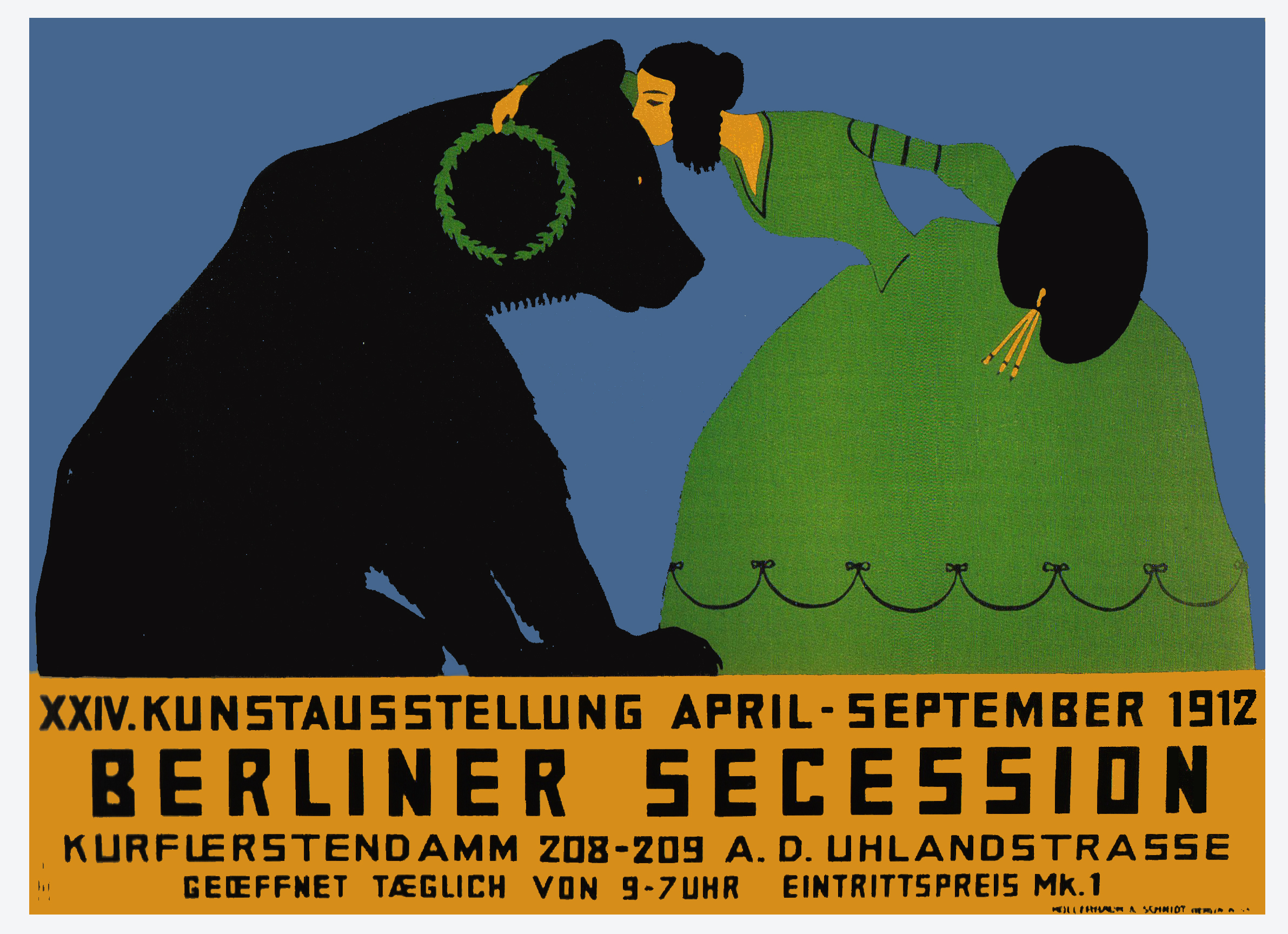
Plakat zur Ausstellung 1912

Die Berliner Secession hatte sich von der Gegenbewegung zur anerkannten Größe des Kunstbetriebs entwickelt, dies ging mit einer Kommerzialisierung einher.
Mit der Begründung, sich nicht genug für künstlerische Vielfalt einzusetzen, verließen 1902 insgesamt 16 Künstler die Secession, darunter Oskar Frenzel, Karl Langhammer, Franz Skarbina, Max Uth und Max Schlichting. Trotzdem traten weiterhin bekannte Künstler der Secession bei, 1906 war es August Kraus, 1907 waren es Max Beckmann, Bernhard Pankok, Hans Purrmann, und Emil Rudolf Weiß, 1908 Ernst Barlach, Wassily Kandinsky und Emil Orlik, 1909 Lyonel Feininger, 1910 Rudolf Großmann und 1911 Hans Meid. Um 1909 bestand die Berliner Secession aus 97 Mitgliedern. Kritik gab es immer noch aus konservativen Kreisen, die den Berliner Impressionismus als dekadent und als Gefährdung deutscher Kunst betrachteten, so etwa vom nationalistischen Werdandi-Bund. In künstlerischer Sicht war die Secession relativ tolerant, auch gegenüber gegensätzlichen Positionen: Die Hinwendung von Paul Baum zu einem Pointillismus angelehnt an den französischen Post-Impressionismus wurde von keinem der Vertreter der Secession, die dem Deutschen Impressionismus nahestanden, negativ beurteilt.
Begleitet wurde der Erfolg durch wirtschaftliche Interessen und das despotische Gebaren des Kunsthändlers Paul Cassirer. So ist von Emil Nolde überliefert, dass Cassirer die Künstler als seine Sklaven bezeichnete. Insbesondere Künstler, die keine Chance hatten, bei Cassirer auszustellen, glaubten auch im Ausstellungsbetrieb der Secession Nachteile zu haben.
Nachdem 27 meist expressionistische Künstler von der Jury zurückgewiesen worden waren, kam es 1910 zu erneut zu Austritten, darunter von Max Beckmann. Auf Initiative von Georg Tappert, Heinrich Richter-Berlin und anderen, u. a. Otto Mueller und Max Pechstein, durch den die Dresdner Künstlergruppe Brücke hinzukam, bildete sich eine neue Gruppe, die Neue Secession. Sie eröffnete im Mai ihre erste Ausstellung „Zurückgewiesene der Secession Berlin 1910“. Pechstein wurde zum Präsidenten, Tappert zum Vorsitzenden gewählt. Nach einem heftigen Streitbrief von Emil Nolde gegen den Präsidenten Max Liebermann wurde Nolde aus der Secession ausgeschlossen, und wenig später legten Liebermann und seine engsten Mitarbeiter ihre Vorstandsfunktionen nieder. Nachfolger von Liebermann wurde 1911 Lovis Corinth. Nachdem dieser einen Schlaganfall erlitt, konnte er das Amt nicht mehr wahrnehmen.
Am 8. Mai 1911 lehnte die Kommission es ab, Werke von Max Schlichting und Hans von Petersen in einer Ausstellung zu zeigen, beide waren einst von der Secession ausgetreten.
Zahlreiche Künstler waren von den Verkäufen über die Kunsthändler Bruno und Paul Cassirer abhängig, mitunter bestritten sie sogar ihren Lebensunterhalt über diesen Weg. Paul Cassirer kandidierte und wurde zum Ersten Vorsitzenden gewählt. Er organisierte die Sommerausstellung von 1913. Diese war zwar sehr erfolgreich, er hatte jedoch auch 13 (zumeist jüngere) Mitglieder nicht ausstellen lassen. Sie organisierten daraufhin eine eigene Ausstellung und folgten der Aufforderung, die Secession zu verlassen, nicht. Um die Probleme zu lösen, trafen sich u. a. Max Neumann, Ernst Oppler, Adolph Herstein und Max Liebermann in dessen Atelier. Sie einigten sich auf eine Abwahl Cassirers am 6. Juni 1913. Oppler hielt die Szene in seinem Werk Beratung im Atelier fest. Die Kunstkritik deutete das Bild als Planung des Bruchs mit Cassirer. Tatsächlich waren die dargestellten Personen Struck, Emil Pottner, Bischoff-Culm, Max Neumann und Herstein neben Corinth jene Mitglieder, die der Secession treu blieben. Wenngleich Lovis Corinth wieder den Vorsitz übernahm, war der Bruch nicht mehr aufzuhalten. Rund 40 Künstler traten aus der Secession aus, darunter Slevogt und Liebermann und sogar Paul Cassirer. Im März 1914 gründeten einige Ausgetretenen die bis 1924 bestehende Freie Secession mit Max Liebermann als Ehrenpräsidenten. Wenig später eröffnete die „Juryfreie Kunstausstellung“, die einen Bildermarkt ganz ohne Jury, Kunsthändler und Gruppierungen ermöglichte. Oppler trat nicht aus der Secession aus, verzichtete jedoch zukünftig darauf, an den Jahresausstellungen der inzwischen dem Expressionismus zugewandten Berliner Secessionisten teilzunehmen.

### 1915–1934

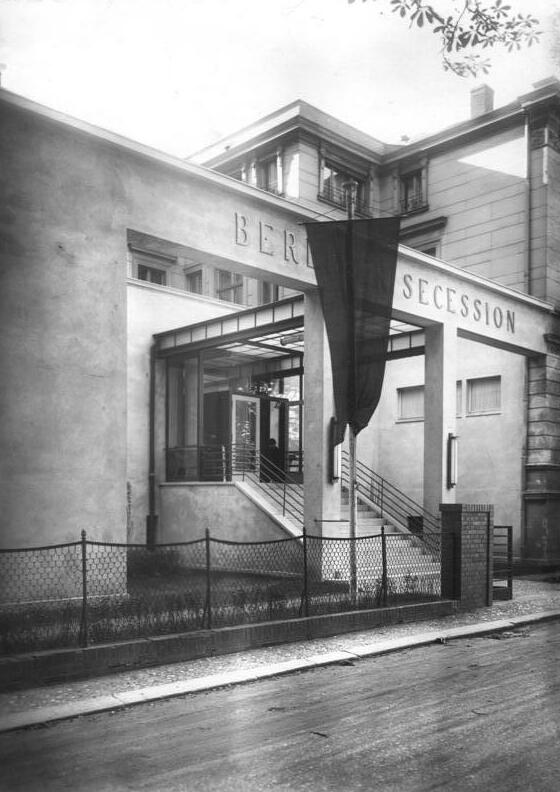
Gebäude der Berliner Secession in der Tiergartenstraße 21a

Am Kurfürstendamm Nr. 232 wurde 1915 ein neues Ausstellungshaus bezogen, das von der AEG gestiftet worden war. Die Künstler der Secession stellten daraufhin als Geschenk eine Mappe mit Werken für den Direktor der AEG Heinrich Hirschberg zusammen. In dem Gebäude fanden nun regelmäßig die Frühjahrs- und Herbstausstellungen statt. Zudem wurden Versammlungen abgehalten. Neue Mitglieder wurden fortan mit einer Dreiviertel-Mehrheit aufgenommen. Corinth blieb bis zu seinem Tod 1925 Präsident der Vereinigung. Danach wurde auf Antrag von Charlotte Corinth kein Präsident mehr gewählt; die Geschäfte führten mehrere gleichberechtigte Vorstandsmitglieder. 1928 bezog die Berliner Secession neue Räume in der Tiergartenstraße 21a, die von Leo Nachtlicht umgestaltet wurden. Von 1931 bis 1933 dienten Räume in einer Etage des Romanischen Hauses in der Budapester Straße als Ausstellungsfläche. Danach gab es keine feste Adresse mehr, sondern es wurden für Ausstellungen Räume angemietet. Am 19. April 1934 wurde mit Leo von König wieder ein Präsident gewählt, wie der letzte Eintrag im Protokollbuch ausweist.

### Die Berliner Secession in der Zeit des Nationalsozialismus

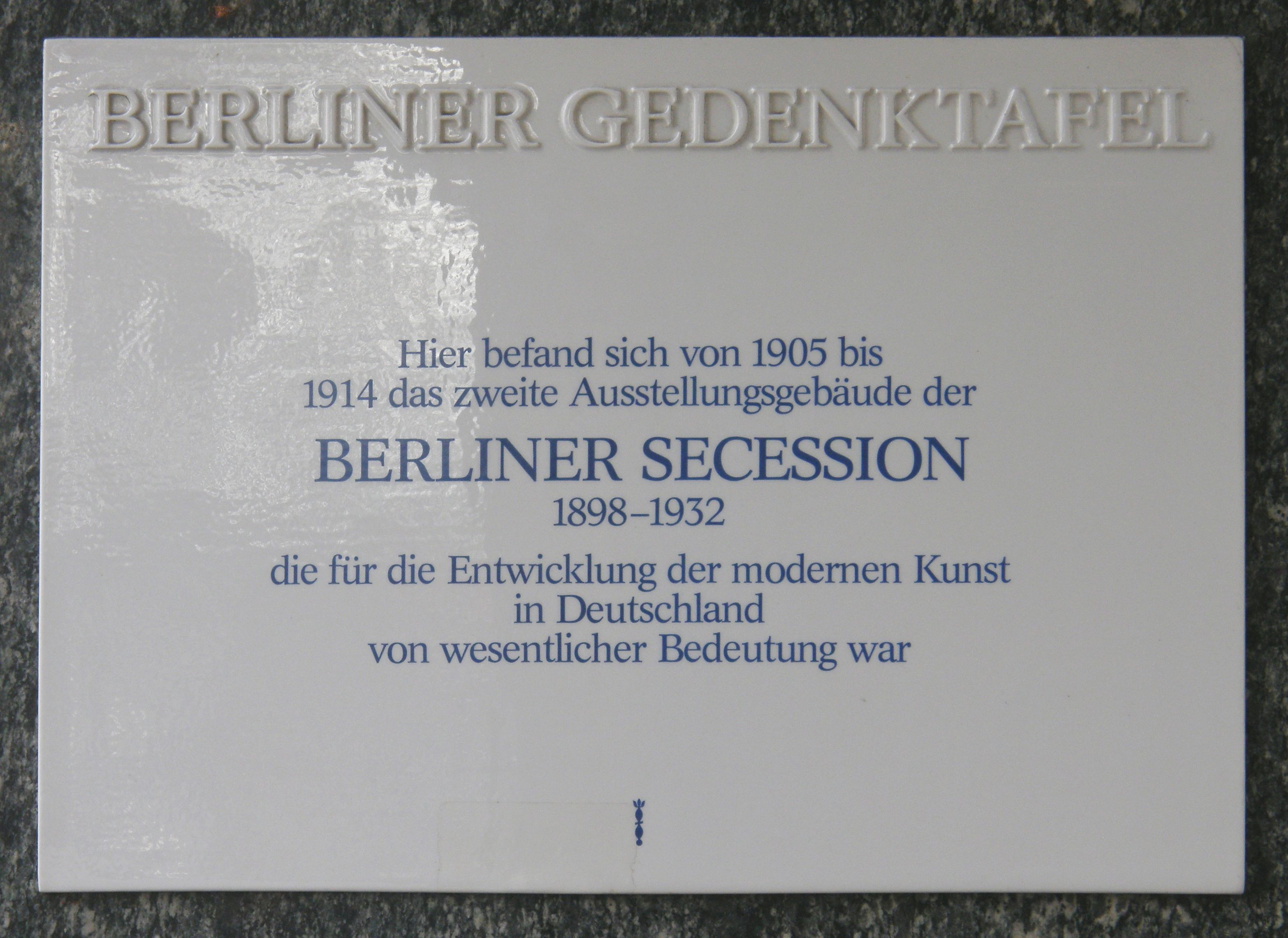
Gedenktafel für die Berliner Secession am Kurfürstendamm 208

Nachdem bereits der Erste Weltkrieg sich negativ auf die Secession ausgewirkt hatte, führte die Kulturpolitik in der Zeit des Nationalsozialismus zu einer nachhaltigen Schädigung, die die einst einflussreiche Künstlervereinigung bedeutungslos werden ließ.
Nach der Machtergreifung der Nationalsozialisten wählten die Künstler der Vereinigung im Februar 1933 einen neuen Vorstand, zu dem unter anderen Max Pechstein, Eugene Spiro, Magnus Zeller, Hans Purrmann, Bruno Krauskopf und Rudolf Belling gehörten. In der Sitzung vom 10. März 1933 sprach Pechstein über die Stellung einiger Mitglieder zur Secession und wies nachdrücklich darauf hin, dass keine Politik in die Secession getragen werden solle. Eine Woche später wurde jedoch über die mögliche Zusammenarbeit mit dem NS-Regime und dem Kampfbund für deutsche Kultur diskutiert. Eugene Spiro legte sein Vorstandsmandat nieder, weitere Austritte erfolgten im April 1933. Bei einer wichtigen Besprechung am 25. April 1933 verlas Pechstein eine Erklärung an die Regierung, in der sich die Berliner Secession verpflichtete, am Aufbau des neuen Deutschlands mitzuwirken. Emil van Hauth, seit 1932 Mitglied der Secession, verlas ein von ihm entworfenes Programm, das im Sinne des nationalsozialistischen Kampfbundes war. Demnach durften jüdische Künstler und solche, die abfällig bolschewistisch genannt wurden, nicht mehr Mitglieder in deutschen Künstlerverbänden sein. Gleichzeitig forderte er eine Umformung der Secession im Sinne des neuen Staates und seiner sogenannten Deutschen Kunst. Die Vorlage wurde mit 27 zu 2 Stimmen bei einer Enthaltung angenommen.
Daraufhin wurden die Statuten geändert, und am 2. Mai wurden Emil van Hauth, Artur Degener und Philipp Harth in den neuen Vorstand gewählt. Alle drei waren Mitglieder des Kampfbundes für deutsche Kultur. Bei einer Besprechung im preußischen Kultusministerium diffamierte, wie sich später herausstellte, van Hauth die Secession als eine Versammlung mit marxistischer Einstellung und wollte damit die Auflösung erreichen. In der Secession berichtete van Hauth dagegen, dass die Berliner Secession von der Regierung nicht mehr erwünscht und eine Auflösung durch die Gestapo möglich sei. Am 16. Juni 1933 wurde der Vorstand erweitert, allerdings kein Vorsitzender gewählt. Emil van Hauth trat am 28. September 1933 aus der Gemeinschaft aus. Am 12. Oktober 1933 wurde über die Liquidation der Vereinigung beraten, was jedoch viele Künstler, die am Fortbestand interessiert waren, ablehnten.
Bei einem weiteren Termin im Kultusministerium gelang es dem Vorstandsmitglied Adolf Strübe, den zuständigen Referenten davon zu überzeugen, dass nie staatsfeindliche oder politische Tendenzen seitens der Künstlergemeinschaft bestanden hätten und dass sich die Vereinigung loyal zur Hitler-Regierung verhalte. Im April 1934 wurden noch Ernst Barlach, Lyonel Feininger und Erich Heckel in die Gemeinschaft gewählt. Das Protokollbuch wurde von 1915 bis zum 19. April 1934 geführt. In einem Dokument, einer Seite des Berliner Lokal-Anzeigers vom 26. Januar 1936, wird von der Jahresversammlung der Berliner Secession berichtet, auf der Adolf Strübe wieder zum Vorsitzenden gewählt wurde, als sein Stellvertreter wurde der Maler Franz Lenk bestimmt. Der Bildhauer Ernesto de Fiori und Herbert Garbe gehörten ebenfalls dem Vorstand an. Lenk und Fiori waren Künstler der neuen Sachlichkeit. Garbe, zunächst Mitglied der Novembergruppe, trat 1933 der NSDAP bei. Vermutlich hat die Berliner Secession auch noch nach 1936 weiter bestanden.

## Mitglieder (Auswahl)
- Hans Baluschek (1870–1935)
- Ernst Barlach (1870–1938)
- Jósef Bató  (1888–1966)
- Paul Baum (1859–1932)
- Max Beckmann (1884–1950)
- Charlotte Berend-Corinth (1880–1967)
- Josef Block (1863–1943)
- Arnold Bode (1900–1977)
- Martin Brandenburg (1870–1919)
- Erich Büttner (1889–1936)
- Lovis Corinth (1858–1925)
- Anna Costenoble (1863–1930)
- Charles Crodel (1894–1973)
- Heinrich Harry Deierling (1894–1989)
- Ludwig Dettmann (1865–1944)
- Adolph Eckhardt (1868–1942)
- Erika Eisenblätter-Laskowski (1908–2003)
- Otto Heinrich Engel (1866–1949)
- Lyonel Feininger (1871–1956)
- Philipp Franck (1860–1944)
- Hans Freese (1886–1966)
- Oskar Frenzel (1855–1915)
- Oswald Galle (1868–1935)
- August Gaul (1869–1921)
- Robert Genin (1884–1941)
- Rudolf Großmann (1882–1941)
- Hugo von Habermann (1849–1929)
- Karl Hagemeister (1848–1933)
- Theodor Joseph Hagen (1842–1919)
- Philipp Harth (1885–1968)
- Emil van Hauth (1899–1974)
- Erich Heckel (1883–1970)
- Franz Heckendorf (1888–1962)
- Adolf Edward Herstein (1869–1932)
- Else Hertzer (1884–1978)
- Curt Herrmann (1854–1929)
- Dora Hitz (1856–1924)
- Ferdinand Hodler (1853–1918)
- Richard Hohly (1902–1995)
- Ulrich Hübner (1872–1932)
- Rudolf Jacobi (1889–1972)
- Willy Jaeckel (1888–1944)
- Franz M. Jansen (1885–1958)
- Ernst Ludwig Kirchner (1880–1938)
- Fritz Klimsch (1870–1960)
- Paul Klimsch (1868–1917)
- Max Klinger (1857–1920)
- Wilhelm Kohlhoff (1893–1971)
- Georg Kolbe (1877–1947)
- Käthe Kollwitz (1867–1945)
- Leo von König (1871–1944)
- August Kraus (1868–1934; Vizepräsident von 1911 bis 1913)
- Bruno Krauskopf (1892–1960)
- Carl Max Kruse (1854–1942)
- Walter Leistikow (1865–1908)
- Franz Lenk (1898–1968)
- Reinhold Lepsius (1857–1922)
- Sabine Lepsius (1864–1942)
- Max Liebermann (1847–1935)
- Heinrich Eduard Linde-Walther (1868–1939)
- Otto Modersohn (1865–1943)
- Marg Moll (1884–1977)
- Oskar Moll[10] (1875–1947)
- George Mosson (1851–1933)
- Edvard Munch (1863–1944)
- Heinrich Nauen (1880–1940)
- Emil Nolde (1867–1956)
- Ernst Oppler (1867–1929)
- Emil Orlik (1870–1932)
- Waldemar Rösler (1882–1916)
- Julius Rosenbaum (1879–1956)
- Max Schlichting (1866–1937)
- Karl Schmidt-Rottluff (1884–1976)
- Ernestine Schultze-Naumburg (später: Ernestina Orlandini, 1869–1965)
- Clara Siewert (1862–1945)
- Renée Sintenis (1888–1965)
- Franz Skarbina (1849–1910)
- Maria Slavona (1865–1931)
- Max Slevogt (1868–1932)
- Eugene Spiro (1874–1972)
- Josef Steiner (1899–1977)
- Robert Sterl (1867–1932)
- Adolf Strübe (1881–1973)
- Wilhelm Trübner (1851–1917)
- Lesser Ury (1861–1931)
- Max Uth (1863–1914)
- Arnold Waldschmidt (1873–1958)
- Karl Walser (1877–1943)
- Emil Rudolf Weiß (1875–1942)
- Hedwig Weiß (1860–1923)
- Hermann Westphal (1882–1954)
- Franz Winninger (1893–1960)
- Julie Wolfthorn (1864–1944)
- Heinrich Zille (1858–1929)